# Balc (wojewoda mołdawski)
Balc (Balk) – wojewoda mołdawski w latach 50. XIV w.

## Życiorys
Był synem wojewody mołdawskiego Sasa, a wnukiem pierwszego wojewody Dragosza. Objął urząd wojewody z ramienia króla węgierskiego po śmierci ojca, co zdaniem J. Demela nastąpiło ok. 1358, a zdaniem D. Musialika w 1364. Wkrótce po objęciu władzy (w 1359 lub 1364) został zaatakowany przez byłego wojewodę Marmaroszu Bogdana, zbuntowanego przeciw swemu suzerenowi (zdaniem D. Musialika, który umiejscawia to wydarzenie w 1364, w 1359 dziad Balka, Dragosz, pokonał Bogdana, który próbował ustanowić swoje państwo w okolicach Seretu). Bogdan pokonał Balca i doprowadził do uniezależnienia Mołdawii od Węgier. Balc, którego przodkowie pochodzili z Marmaroszu, został wynagrodzony za swą lojalność dobrami Bogdana w tym regionie.